# Lista över teatrar och teatergrupper i Göteborg
Alfabetisk lista över teaterinstitutioner och teatergrupper i Göteborg, både historiska och nutida.
- ADAS teater[1]
- Aftonstjärnan[2]
- AktÖr[3]:9
- Allikateatern
- Angereds Teater[4]
- Atalante[5]
- Atelierteatern
- Backa Teater[6]
- Bataljonen[7]
- Big Wind[8]
- Buratino Dockteater[9]
- Cinnober Teater[10]
- Folkteatern[11]
- Galenskaparna och After Shave[12]
- Gothenburg English Speaking Theatre, GEST[13]
- GöteborgsOperan
- Göteborgs Dramatiska teater
- Göteborgs stadsteater
- Göteborgs improvisations- och spelteater
- Hagateatern (scen för Teater Tamauer[14] och Teater Kurage[3]:10)
- Lennartsforsgruppen[3]:9
- Levande Scen[3]:11
- Lisebergsteatern
- Lorensbergsteatern
- Nationalteatern
- Masthuggsteatern, hette tidigare En Annan Teater
- Pelikanteatern
- Phantasia[15][3]:9
- PLAY Teaterkonst[16]
- Pusterviksteatern
- Stationen [17]
- Stora Teatern
- Studentteatern, Göteborg
- Tajphoon Tivoli[18]
- Teater Bastard
- Teater Bhopa
- Teater Eksem[19]
- Teater Gapet[20]
- Teater Fem
- Teater Jaguar
- Teater Kolibri
- Teater Norma[21]
- Teater PanJál[22]
- Teater Pugilist[23]
- Teater Sesam
- Teater Spira[24]
- Teater Smuts
- Teater Triptyk[3]:11
- Teater Trixter[3]:6
- Teater UNO[3]:4[25]
- Teaterbyrån[26]
- Utomjordiska[27]